# Zurich Classic of New Orleans
Het New Orleans Open is een golftoernooi in de Verenigde Staten en maakt deel uit van de Amerikaanse PGA Tour. Het toernooi werd opgericht in 1938 en vindt altijd plaats in New Orleans, Louisiana. Sinds 2005 wordt het toernooi georganiseerd als de Zurich Classic of New Orleans en het wordt sinds 2006 gespeeld op de TPC Louisiana.
Zurich Financial Services is sinds 2005 de hoofdsponsor van dit toernooi.

## Geschiedenis
De eerste editie van dit toernooi was in 1938 op de City Park Golf Courses en werd gewonnen door de Engelsman Harry Cooper. Het toernooi werd pas sinds 1958 jaarlijks gespeeld.
In 2005 werd besloten het toernooi voortaan op de TPC Louisiana te spelen, maar orkaan Katrina richtte zoveel schade aan de baan in Louisiana aan dat het toernooi in 2006 nogmaals op de English Turn Golf & Country Club werd gespeeld. Het toernooi was in 2006 het eerste sportevenement na orkaan Katrina dat nationaal op televisie werd uitgezonden. Bijna alle spelers besloten hun prijzengeld af te staan aan 'Hurricane Relief'.

## Winnaars

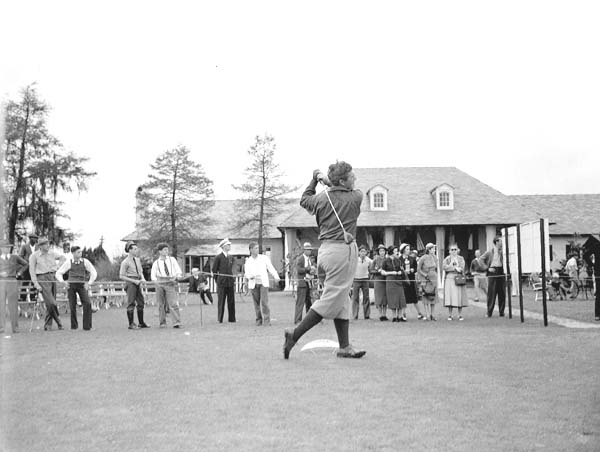
Crescent City Open in 1938

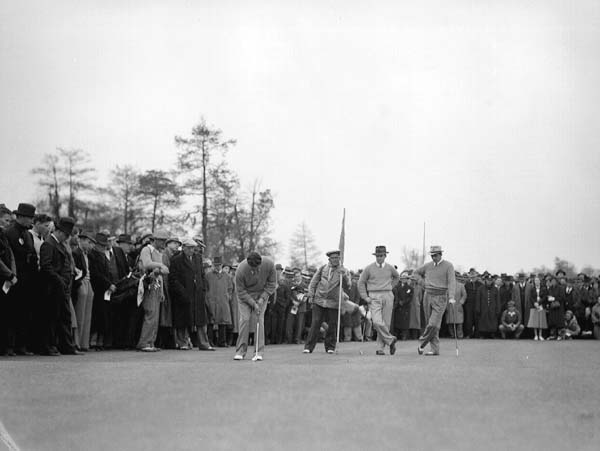
Crescent City Open in 1938

| Jaar                                  | Baan                                        | Winnaar                                     | Score                                       | Score                                       | Info                                        |
| Crescent City Open                    | Crescent City Open                          | Crescent City Open                          | Crescent City Open                          | Crescent City Open                          | Crescent City Open                          |
| ------------------------------------- | ------------------------------------------- | ------------------------------------------- | ------------------------------------------- | ------------------------------------------- | ------------------------------------------- |
| 1938                                  | City Park Golf Courses                      | Harry Cooper                                | 285                                         | –3                                          |                                             |
| New Orleans Open                      |                                             |                                             |                                             |                                             |                                             |
| 1939                                  | City Park Golf Courses                      | Henry Picard                                | 284                                         | –4                                          |                                             |
| 1940                                  | City Park Golf Courses                      | Jimmy Demaret                               | 286                                         | –2                                          |                                             |
| 1941                                  | City Park Golf Courses                      | Henry Picard                                | 276                                         | –12                                         |                                             |
| 1942                                  | City Park Golf Courses                      | Lloyd Mangrum                               | 281                                         | –7                                          |                                             |
| 1943                                  | Geen toernooi wegens de Tweede Wereldoorlog | Geen toernooi wegens de Tweede Wereldoorlog | Geen toernooi wegens de Tweede Wereldoorlog | Geen toernooi wegens de Tweede Wereldoorlog | Geen toernooi wegens de Tweede Wereldoorlog |
| 1944                                  | City Park Golf Courses                      | Sam Byrd                                    | 285                                         | –3                                          |                                             |
| 1945                                  | City Park Golf Courses                      | Byron Nelson po                             | 284                                         | –4                                          | Won de play-off van Harold McSpaden         |
| 1946                                  | City Park Golf Courses                      | Byron Nelson                                | 277                                         | –11                                         |                                             |
| 1947                                  | Geen toernooi                               | Geen toernooi                               | Geen toernooi                               | Geen toernooi                               | Geen toernooi                               |
| 1948                                  | City Park Golf Courses                      | Bob Hamilton                                | 280                                         | –4                                          |                                             |
| 1949-1957: Geen toernooi              |                                             |                                             |                                             |                                             |                                             |
| Greater New Orleans Open Invitational |                                             |                                             |                                             |                                             |                                             |
| 1958                                  | City Park Golf Courses                      | Billy Casper po                             | 278                                         | –10                                         | Won de play-off van Ken Venturi             |
| 1959                                  | City Park Golf Courses                      | Bill Collins                                | 280                                         | –8                                          |                                             |
| 1960                                  | City Park Golf Courses                      | Dow Finsterwald                             | 270                                         | –18                                         |                                             |
| 1961                                  | City Park Golf Courses                      | Doug Sanders                                | 272                                         | –16                                         |                                             |
| 1962                                  | City Park Golf Courses                      | Bo Wininger                                 | 281                                         | –7                                          |                                             |
| 1963                                  | Lakewood Golf Club                          | Bo Wininger                                 | 279                                         | –9                                          |                                             |
| 1964                                  | Lakewood Golf Club                          | Mason Rudolph                               | 283                                         | –5                                          |                                             |
| 1965                                  | Lakewood Golf Club                          | Dick Mayer                                  | 273                                         | –15                                         |                                             |
| 1966                                  | Lakewood Golf Club                          | Frank Beard                                 | 276                                         | –12                                         |                                             |
| 1967                                  | Lakewood Golf Club                          | George Knudson                              | 277                                         | –11                                         |                                             |
| 1968                                  | Lakewood Golf Club                          | George Archer                               | 271                                         | –17                                         |                                             |
| 1969                                  | Lakewood Golf Club                          | Larry Hinson po                             | 275                                         | –13                                         | Won de play-off van Frank Beard             |
| 1970                                  | Lakewood Golf Club                          | Miller Barber                               | 278                                         | –10                                         |                                             |
| 1971                                  | Lakewood Golf Club                          | Frank Beard                                 | 276                                         | –12                                         |                                             |
| Greater New Orleans Open              |                                             |                                             |                                             |                                             |                                             |
| 1972                                  | Lakewood Golf Club                          | Gary Player                                 | 279                                         | –9                                          |                                             |
| 1973                                  | Lakewood Golf Club                          | Jack Nicklaus po                            | 280                                         | –8                                          | Won de play-off van Miller Barber           |
| 1974                                  | Lakewood Golf Club                          | Lee Trevino                                 | 267                                         | –21                                         |                                             |
| First NBC New Orleans Open            |                                             |                                             |                                             |                                             |                                             |
| 1975                                  | Lakewood Golf Club                          | Billy Casper                                | 271                                         | –17                                         |                                             |
| 1976                                  | Lakewood Golf Club                          | Larry Ziegler                               | 274                                         | –14                                         |                                             |
| 1977                                  | Lakewood Golf Club                          | Jim Simons                                  | 273                                         | –15                                         |                                             |
| 1978                                  | Lakewood Golf Club                          | Lon Hinkle                                  | 271                                         | –17                                         |                                             |
| 1979                                  | Lakewood Golf Club                          | Hubert Green                                | 273                                         | –15                                         |                                             |
| Greater New Orleans Open              |                                             |                                             |                                             |                                             |                                             |
| 1980                                  | Lakewood Golf Club                          | Tom Watson                                  | 273                                         | –15                                         |                                             |
| USF&G Classic                         |                                             |                                             |                                             |                                             |                                             |
| 1981                                  | Lakewood Golf Club                          | Tom Watson                                  | 270                                         | –18                                         |                                             |
| 1982                                  | Lakewood Golf Club                          | Scott Hoch                                  | 206^                                        | –10                                         |                                             |
| 1983                                  | Lakewood Golf Club                          | Bill Rogers                                 | 274                                         | –14                                         |                                             |
| 1984                                  | Lakewood Golf Club                          | Bob Eastwood                                | 272                                         | –16                                         |                                             |
| 1985                                  | Lakewood Golf Club                          | Seve Ballesteros                            | 205                                         | –11                                         |                                             |
| 1986                                  | Lakewood Golf Club                          | Calvin Peete                                | 269                                         | –19                                         |                                             |
| 1987                                  | Lakewood Golf Club                          | Ben Crenshaw                                | 268                                         | –20                                         |                                             |
| 1988                                  | Lakewood Golf Club                          | Chip Beck                                   | 262                                         | –26                                         |                                             |
| 1989                                  | English Turn Golf & Country Club            | Tim Simpson                                 | 274                                         | –14                                         |                                             |
| 1990                                  | English Turn Golf & Country Club            | David Frost                                 | 276                                         | –12                                         |                                             |
| 1991                                  | English Turn Golf & Country Club            | Ian Woosnam po                              | 275                                         | –13                                         | Won de play-off van Jim Hallet              |
| Freeport-McMoRan Classic              |                                             |                                             |                                             |                                             |                                             |
| 1992                                  | English Turn Golf & Country Club            | Chip Beck                                   | 276                                         | –12                                         |                                             |
| 1993                                  | English Turn Golf & Country Club            | Mike Standly                                | 281                                         | –7                                          |                                             |
| 1994                                  | English Turn Golf & Country Club            | Ben Crenshaw                                | 273                                         | –15                                         |                                             |
| 1995                                  | English Turn Golf & Country Club            | Davis Love III po                           | 274                                         | –14                                         | Won de play-off van Mike Heinen             |
| Freeport-McDermott Classic            |                                             |                                             |                                             |                                             |                                             |
| 1996                                  | English Turn Golf & Country Club            | Scott McCarron                              | 275                                         | –13                                         |                                             |
| 1997                                  | English Turn Golf & Country Club            | Brad Faxon                                  | 272                                         | –16                                         |                                             |
| 1998                                  | English Turn Golf & Country Club            | Lee Westwood                                | 273                                         | –15                                         |                                             |
| COMPAQ Classic of New Orleans         |                                             |                                             |                                             |                                             |                                             |
| 1999                                  | English Turn Golf & Country Club            | Carlos Franco                               | 269                                         | –19                                         |                                             |
| 2000                                  | English Turn Golf & Country Club            | Carlos Franco po                            | 270                                         | –18                                         | Won de play-off van Blaine McCallister      |
| 2001                                  | English Turn Golf & Country Club            | David Toms                                  | 266                                         | –22                                         |                                             |
| 2002                                  | English Turn Golf & Country Club            | K. J. Choi                                  | 271                                         | –17                                         |                                             |
| HP Classic of New Orleans             |                                             |                                             |                                             |                                             |                                             |
| 2003                                  | English Turn Golf & Country Club            | Steve Flesch po                             | 267                                         | –21                                         | Won de play-off van Bob Estes               |
| 2004                                  | English Turn Golf & Country Club            | Vijay Singh                                 | 266                                         | –22                                         |                                             |
| Zurich Classic of New Orleans         |                                             |                                             |                                             |                                             |                                             |
| 2005                                  | TPC Louisiana                               | Tim Petrovic po                             | 275                                         | –13                                         | Won de play-off van James Driscoll          |
| 2006                                  | English Turn Golf & Country Club            | Chris Couch                                 | 269                                         | –19                                         |                                             |
| 2007                                  | TPC Louisiana                               | Nick Watney                                 | 273                                         | –15                                         |                                             |
| 2008                                  | TPC Louisiana                               | Andrés Romero                               | 275                                         | –13                                         |                                             |
| 2009                                  | TPC Louisiana                               | Jerry Kelly                                 | 274                                         | –14                                         |                                             |
| 2010                                  | TPC Louisiana                               | Jason Bohn                                  | 270                                         | –18                                         |                                             |
| 2011                                  | TPC Louisiana                               | Bubba Watson po                             | 273                                         | –15                                         | Won de play-off van Webb Simpson            |
| 2012                                  | TPC Louisiana                               | Jason Dufner po                             | 269                                         | –19                                         | Won de play-off van Ernie Els               |
| 2013                                  | TPC Louisiana                               | Billy Horschel                              | 268                                         | –20                                         |                                             |
| 2014                                  | TPC Louisiana                               | Noh Seung-yul                               | 269                                         | –19                                         |                                             |
| 2015                                  | TPC Louisiana                               | Justin Rose                                 | 266                                         | –22                                         |                                             |

| Toernooirecord |  | po = winnaar na play-off |

## Wetenswaardigheden
- 1999: Carlos Franco werd de eerste Zuid-Amerikaanse speler die op de Amerikaanse Tour won sinds Roberto De Vicenzo in 1968.
- 2002: KJ Choi werd de eerste in Zuid-Korea geboren speler die op de Amerikaanse Tour een overwinning behaalde.
- 2014: Golfer Ben Martin zette in de eerste ronde met 62 slagen een baanrecord neer.[1]